# Micalvi
Die Micalvi ist ein chilenisches Museumsschiff, das im Hafen von Puerto Williams liegt.

## Geschichte
Der Frachter wurde 1925 als Bragi unter der Baunummer 8 für die Stettiner Reederei Emil R. Retzlaff von der unternehmenseigenen Ostseewerft in Frauendorf bei Stettin, dem heutigen Golęcino, gebaut. Antrieben wurde das 621 BRT große Schiff von einer Dreifach-Expansionsmaschine von 450 PS, die von der Eisengießerei & Maschinenfabrik Paul Heinrich Podeus in Wismar gefertigt wurde. Mit ihr erreichte es eine Geschwindigkeit von 9,5 Knoten. Wie zahlreiche andere Schiffe der Reederei erhielt der Dampfer einen Namen aus der nordischen Mythologie. Benannt war er nach dem germanischen Gott der Dichtkunst.
Ein Jahr nach der Indienststellung wechselte das Schiff zur Reederei Otto A. Müller in Hamburg, die es unter dem Namen Bostonlines betrieb. 1928 wurde der Frachter an die chilenische Marine veräußert und in Micalvi umbenannt. Die chilenische Marine nutzte den Frachter als Hilfsschiff. In den folgenden drei Jahrzehnten wurde er in der Magallanes Region, in Feuerland, als Versorgungsschiff verwendet. Nach der Außerdienststellung 1961 diente das Schiff viele Jahre in Puerto Williams als Schiffsanleger, wofür der Frachter offenbar auf Grund gesetzt wurde. Nach einer Instandsetzung im Jahr 2007 wird die Micalvi nun vom örtlichen Yachtclub als Vereinsheim genutzt.